# Aline Griffith
María Aline Griffith Dexter (Pearl River, Nova York, 22 de maig de 1923 - Madrid, Espanya, 11 de desembre de 2017), Comtessa vídua de Romanones, va ser una nord-americana convertida en aristòcrata espanyola que va treballar com a espia i més tard escriptora.

## Biografia
María Aline Griffith Dexter va néixer el 22 de maig de 1923 a Nova York, Estats Units. Va començar de model, va fer estudis de periodisme i als vint anys va ingressar en la Office of Strategic Services (predecessora de la CIA), sent destinada a Espanya com a agent operativa assistent de xifrat per la OSS a Madrid durant la Segona Guerra Mundial el 1943.
A Espanya va conèixer i es va casar amb Luis de Figueroa i Pérez de Guzmán el Bueno, comte de Quintanilla, més tard III comte de Romanones, fill de Luis Figueroa i Alonso-Martínez. Van tenir tres fills homes:
- Álvaro de Figueroa i Griffith, X Comte de Quintanilla i III Comte de Romanones, casat amb Lucila Domecq Williams.
- Luis de Figueroa i Griffith, XI Comte de Quintanilla i casat amb S.A.S la princesa Theresia zu Sayn-Wittgenstein-Sayn i més tard amb María Inés Bàrbara Márquez i Osorio.
- Miguel de Figueroa i Griffith.

Va crear una petita xarxa d'agents per espiar a la secretària privada d'un ministre espanyol. També informava dels rumors que sentia en els salons aristocràtics que freqüentava amb el seu espòs.
El 1963 va començar una reeixida carrera com a escriptora, especialment de novel·les d'espies ambientades en l'època en què va treballar activament com a tal. El 1980, va començar a novel·lar una trilogia sobre la seva pròpia història com a espia i el 1986 va abandonar la CIA. El 2010 va publicar les seves memòries amb el títol de El fin de una era''.
Fins a la seva defunció, va alternar la seva residència en la finca extremenya de Pascualete, prop de Trujillo (Càceres), dedicada a la indústria formatgera, amb la d'El Viso a Madrid.

## Obres
- The Earth Rests Lightly (1963), traduïda a l'espanyol com a 'Històries de Pascualete (1964).
- An American in Spain (1980)
- The Spy Wore Xarxa (1988), traduïda a l'espanyol com L'espia que vestia de vermell (2010).
- The Spy Went Dancing (1991)
- The Spy Wore Silk (1991), traduïda a l'espanyol com L'espia vestida de seda.
- The Well-Mannered Assassin (1994), la seva primera novel·la, basada en part en Ilich Ramírez, àlies "Carlos el Xacal" i traduïda a l'espanyol com Un assassí amb classe (2002).
- La trama marroquina (2005).
- La fi d'una era (2010).

## Curiositats
- Després d'acabar la carrera de Periodisme va treballar com a model fins a ser reclutada.
- Va ser espia de l'OSS.
- El seu nom en clau com a agent era Butch, però l'editor dels seus llibres als Estats Units va pensar que era poc literari i l'hi va canviar a "Tigre".
- Va conèixer personalment al terrorista internacional Ilich Ramírez Sánchez, més conegut com a Carlos el Xacal.
- Durant la seva joventut va ser considerada una de les més elegants dames de l'alta societat de Madrid.
- Era celíaca.